# 巫俗
巫俗（ふぞく、ムーソク、무속）は、朝鮮のシャーマニズム（英: Korean shamanism）である。ムーダン（ムダン）（巫堂、무당）というシャーマン（職業的宗教者）がクッ（굿）という神を憑依（ノリ）させ、お告げを行う祭儀を行う。
戦前の資料によれば、ムーダンの男女比には地域性があり、男性が主流の地域もあれば、女性が多い地域もあった。また呼称についても済州島ではシンバンと呼ぶなど地域性がある。
朱子学が国教とされた李氏朝鮮時代はムーダンが賎民とされるなど蔑視されながらも、李氏朝鮮末期には高宗の妃であった閔妃が巫堂に入れあげ、国費で盛大な儀式を開催し、国家財政を圧迫させた。閔妃は真霊君なる巫女を重用した。非常に厚遇された真霊君は、いかなる時でも国王・王妃と謁見する機会が与えられ、国家の大事が真霊君の助言を受けて決められることもあった。真霊君への賄賂で仕官の道が開けるとして、真霊君の家に金品を持参する者や、義兄弟になろうとする者は後を絶たなかった。そのため、国は疲弊した。その後は古い迷信として衰退した。しかし、戦後に韓国で国家主義的価値観とも連動し、巫俗こそが朝鮮固有の宗教であるという思想が生まれ、表舞台に近年しばしば取り上げられることとなってきている。
戦後のムーダンは女性が多く、降神巫と世襲巫がある。男性のムーダンはパクスともいう。クッには、個人の幸福を祈ったり、病気の治療、死者の供養、村の神様を祀るなど、様々な種類がある。